# Лозан
Лозан (порт. Lousã; [lo(ou)'zɐ̃]) — посёлок городского типа в Португалии, центр одноимённого муниципалитета в составе округа Коимбра. Находится в составе крупной городской агломерации Большая Коимбра. Численность населения — 15 тыс. жителей (посёлок), 18,3 тыс. жителей (муниципалитет). Посёлок и муниципалитет входит в экономико-статистический регион Центр и субрегион Пиньял-Интериор-Норте. По старому административному делению входил в провинцию Бейра-Литорал.
Покровителем посёлка считается Иисус Христос (порт. São Silvestre).
Праздник посёлка — 24 июня.

## Расположение
Поселок расположен в 19 км на юго-восток от адм. центра округа города Коимбра.
Муниципалитет граничит:
- на севере — муниципалитет Вила-Нова-де-Пойареш
- на востоке — муниципалитет Гойш
- на юго-востоке — муниципалитет Каштаньейра-де-Пера
- на юге — муниципалитет Фигейро-душ-Виньюш
- на западе — муниципалитет Миранда-ду-Корву

## Население
| Население муниципалитета Лозан (1801—2006) | Население муниципалитета Лозан (1801—2006) | Население муниципалитета Лозан (1801—2006) | Население муниципалитета Лозан (1801—2006) | Население муниципалитета Лозан (1801—2006) | Население муниципалитета Лозан (1801—2006) | Население муниципалитета Лозан (1801—2006) | Население муниципалитета Лозан (1801—2006) | Население муниципалитета Лозан (1801—2006) | Население муниципалитета Лозан (1801—2006) |
| ------------------------------------------ | ------------------------------------------ | ------------------------------------------ | ------------------------------------------ | ------------------------------------------ | ------------------------------------------ | ------------------------------------------ | ------------------------------------------ | ------------------------------------------ | ------------------------------------------ |
| 1801                                       | 1849                                       | 1900                                       | 1930                                       | 1960                                       | 1981                                       | 1991                                       | 2001                                       | 2004                                       | 2006                                       |
| 6574                                       | 10 275                                     | 11 685                                     | 12 905                                     | 13 900                                     | 13 020                                     | 13 447                                     | 15 753                                     | 17 252                                     | 18 273                                     |

## История
Поселок основан в 1513 году.

## Районы
В муниципалитет входят следующие районы:
1. Казал-де-Эрмиу
2. Фош-де-Аросе
3. Гандараш
4. Лозан
5. Серпинш
6. Виларинью